# Le Rendez-vous de minuit
Le Rendez-vous de minuit es una película francesa dirigida por Roger Leenhardt, estrenada en 1962.

## Sinopsis
En un cine, un crítico conoce a una joven que se asemeja a la heroína de la película, y que al igual que la misma quiere acabar con su vida.

## Reparto
- Lilli Palmer: Eva / Anne Leuven.
- Michel Auclair: Jacques.
- Robert Lombard
- Lucienne Le Marchand
- Michel de Ré
- France Anglade
- Maurice Ronet
- Daniel Emilfork
- José Luis de Vilallonga
- Michèle Méritz
- Bruno Balp